# Vacío Gigante

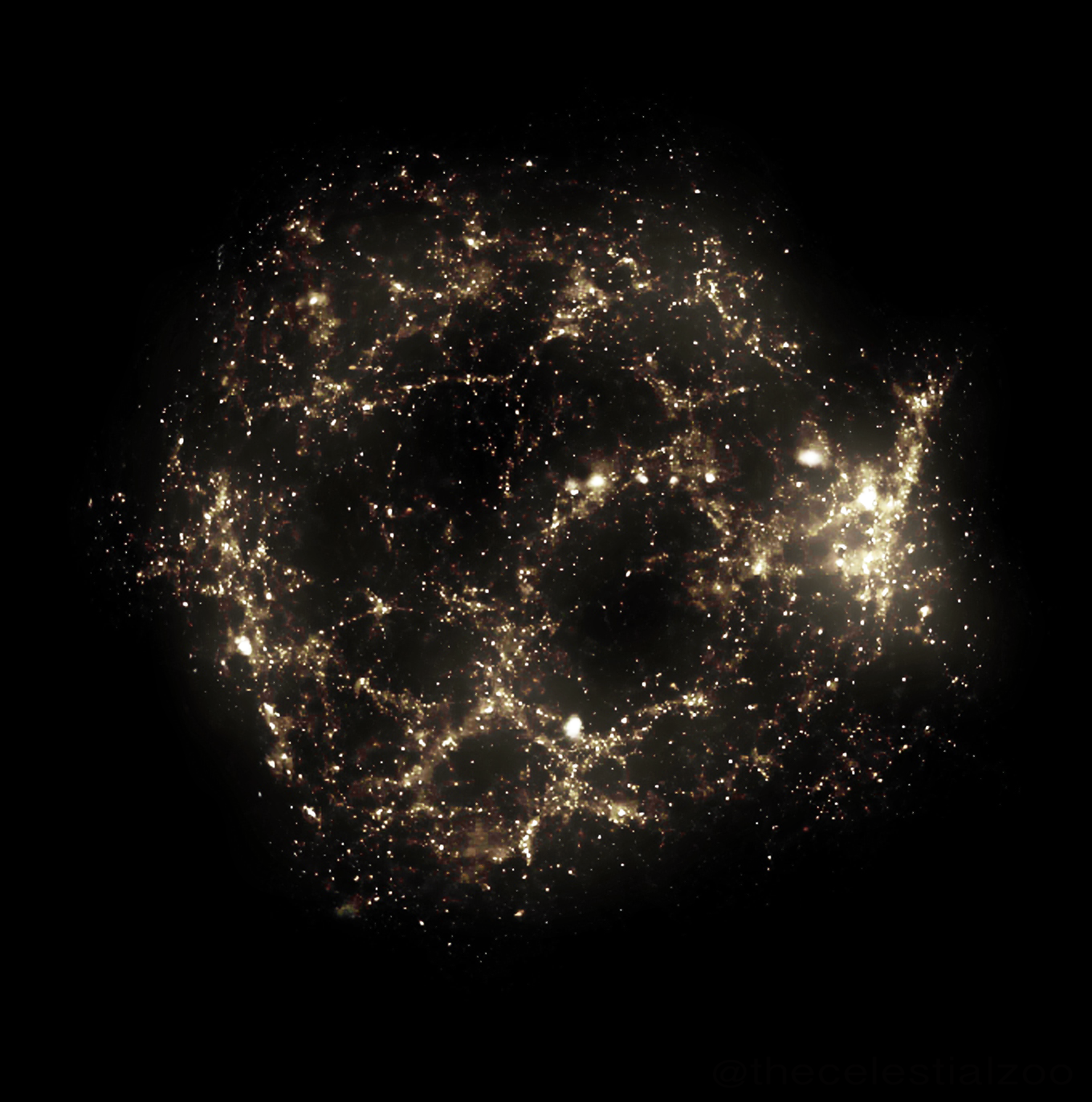
Concepción artística del Vacío Gigante y de los filamentos y paredes que lo rodean. También se pueden apreciar los cúmulos internos (créditos: Pablo Carlos Budassi).

El Vacío Gigante (también conocido como Vacío Gigante en NGH, Supervacío de Canes Venatici y AR-Lp 36) es una región extremadamente grande del espacio con una subdensidad de galaxias ubicada en la constelación de Canes Venatici. Es el segundo vacío más grande confirmado hasta la fecha, con un diámetro estimado de 1 a 1,3 mil millones de años luz (300 a 400 megapársecs) y su centro está aproximadamente a 1,5 mil millones de años luz de distancia (corrimiento al rojo 0,116). Fue descubierto en 1988 como el vacío más grande del hemisferio norte galáctico, y posiblemente el segundo más grande jamás detectado, e incluso el hipotético Supervacío de Eridanus correspondiente a la ubicación del punto frío WMAP queda eclipsado por este Vacío Gigante, aunque no corresponde a ningún enfriamiento significativo del fondo cósmico de microondas.
Dentro de este vasto vacío hay 17 cúmulos de galaxias, concentrados en una región de forma esférica de 50 Mpc de diámetro. Los estudios del movimiento de estos cúmulos muestran que no tienen interacción entre sí, lo que significa que la densidad de los cúmulos es muy baja, lo que resulta en una interacción gravitacional débil. La ubicación del vacío está cerca del Vacío de Bootes.
En una serie de artículos publicados entre 2004 y 2006, la cosmóloga y física teórica Laura Mersini-Houghton presentó la teoría de que el universo surgió de un multiverso e hizo una serie de predicciones comprobables que incluían la existencia del Vacío Gigante.